# Eger (prezime)
Eger je prezime u Njemačkoj i Hrvatskoj
Eger, izgovor njemačkog prezimena Egger (Albin Egger  (Albin Egger-Lienz), slikar prizora iz tirolskog seljačkog života; Josef Egger, austrijski povjesničar;  Rudolf Egger, austrijski arheolog).